# JSS (The Walking Dead)
"JSS" là tập thứ hai trong Phần 6 của series phim truyền hình The Walking Dead. Tập phim được phát sóng trên kênh AMC của Mỹ vào ngày 18 tháng 10 năm 2015. Khi phát sóng tại Mỹ, tập phim đã được 12,18 triệu người xem trong đó có 7,0 triệu người từ 18-49 tuổi.

## Nội dung tập
Tập phim mở đầu bằng một cảnh trong quá khứ, khi cô bé Enid vẫn còn đi cùng bố mẹ mình sau đại dịch. Trong lúc bố mẹ Enid bận sửa xe, họ đã bất ngờ bị tấn công và giết chết bởi những xác sống. Ngồi trong xe và đóng chặt cửa lại, Enid bật khóc khi chứng kiến bố mẹ mình bên ngoài bị ăn thịt.
Không lâu sau đó, Enid bắt đầu lang thang trong rừng và học cách sinh tồn. Cô đã biết tự vệ được trước xác sống, thậm chí phải giết động vật và ăn sống chúng. Thỉnh thoảng, Enid lại viết nên những chữ cái "JSS" và nhìn chúng suy ngẫm. Một ngày nọ (khoảng 8 tháng trước khi nhóm Rick đến Alexandria), Enid tình cờ đi đến trước cổng của cộng đồng Alexandria - nơi cô nghe thấy tiếng cười nói của nhiều người bên trong. Ban đầu toan bỏ đi, nhưng khi nhìn thấy những chữ cái "JSS" trên tay, Enid quyết định đi đến trước cổng và xin gia nhập Alexandria.
Quay trở lại thời điểm hiện tại, Carol cùng vài người phụ nữ nội trợ khác là Erin, Shelly và Olivia đang trong kho thực phẩm kiếm nguyên liệu làm thịt hầm. Shelly một lần nữa bày tỏ mong muốn có được một chiếc máy làm mì pasta, nhưng Carol nói rằng cô có thể dạy cho Shelly cách làm bằng tay mà không cần đến máy, với điều kiện là từ bây giờ Shelly phải ra ngoài hút thuốc và không được làm vậy trong nhà nữa.
Sau khi lấy được nguyên liệu cần thiết, Carol trở về nhà thì thấy Sam đang ngồi trước bậc thang nhà mình với vẻ buồn bã. Cô đi đến nói với Sam rằng bố của cậu bé đã chết do chính sự sai trái của anh ta. Dù thế nào thì chuyện cũng đã qua, Sam phải học cách quên đi chuyện đó hoặc nếu không nó sẽ mãi làm cậu bé bị ám ảnh.
Tại nhà của gia đình Anderson, Jessie lôi những cây kéo của mình ra và gọi Ron đến để cắt tóc. Nhưng Ron vẫn tiếp tục tỏ thái độ như thể mẹ mình chính là người chịu trách nhiệm cho cái chết của bố. Jessie nói với con trai rằng bố cậu bé là một người nguy hiểm vì đã đánh đập họ. Nhưng Ron cãi lại rằng: "Rick mới là kẻ nguy hiểm". Jessie nói rằng Rick không hề liên quan gì tới vấn đề mà cô muốn nói. Khi Ron hỏi lại mẹ: "Ông ta (Rick) có phải bạn mẹ không?", Jessie đáp lại rằng đúng là vậy. Điều này khiến Ron tức tối bỏ ra ngoài.
Maggie và Deanna đang ở phía ngoài bức tường của cộng đồng. Maggie nói rằng ngay sau khi Alexandria được mở rộng thêm, họ sẽ có một khoảng đất được sử dụng để trồng lương thực, và hôm nay họ sẽ bắt đầu xới đất để chuẩn bị cho khu vườn đó. Maggie động viên Deanna hãy vực dậy tinh thần của mình để tiếp tục dẫn dắt cộng đồng.
Ở bệnh xá, Eugene & Tara đến để lấy thuốc thì gặp vị bác sĩ mới của cộng đồng - Denise. Denise giới thiệu rằng trước đây cô ấy cũng từng theo học trường y để trở thành một bác sĩ phẫu thuật. Nhưng do sau đó bị khủng hoảng tinh thần nên đã chuyển qua học ngành tâm lý. Sau cái chết của Pete, cô cảm thấy khá áp lực khi nắm vai trò bác sĩ mới của cộng đồng do chưa có nhiều kinh nghiệm.
Carl đang đẩy xe đưa Judith đi dạo. Cậu nhìn thấy Ron và Enid đang ngồi cạnh nhau bên hồ nước. Chợt Carl nghe thấy có tiếng gọi mình từ đằng sau - là cha xứ Gabriel. Gabriel nói rằng giờ đây ông ấy đã biết mình sai và muốn giúp đỡ mọi người. Ông ấy muốn Carl dạy mình học cách sử dụng vũ khí. Ban đầu định phớt lờ cha xứ, nhưng sau đó, Carl đã đổi ý và đồng ý sẽ dạy Gabriel cách dùng vũ khí vào chiều hôm đó. Quay lại nhìn, Carl thấy Enid đang ôm và an ủi Ron.
Carol bỏ món thịt hầm vào trong lò nướng và bắt đầu vặn chuông hẹn giờ với thời gian là 45 phút. Trong lúc đợi, cô ra đứng cạnh cửa sổ nhìn ra ngoài thì thấy Shelly đang đứng hút thuốc bên ngoài nhà đúng như đề nghị của cô trước đó. Bất ngờ từ phía sau, một người đàn ông với chữ "W" trên trán chạy tới chém ngang bụng Shelly, khiến cô ta bị thương và ngã xuống. Chưa dừng lại tại đó, hắn ta dùng dao chém thẳng vào đầu Shelly và giết chết cô ấy. Tiếng hét bắt đầu vang lên khắp cộng đồng, Carol dặn Carl hãy ở nhà bảo vệ Judith và vội vàng chạy ra ngoài xem chuyện gì đang xảy ra.
Nghe thấy tiếng la hét phía trong cộng đồng, Maggie và Deanna tạm dừng công việc xới đất để hỏi Richards - người đang đứng gác trên tường xem chuyện gì đang xảy ra. Bất ngờ, họ hoảng hốt khi thấy anh ta bị ai đó cũng đang ở bên ngoài ném bom xăng vào người. Richards bốc cháy và ngã xuống chết ngay lập tức. Trong làn khói mờ, Maggie nhìn thấy có ai đó vừa trèo qua tường để vào bên trong.
Tại nhà của mình, Jessie nhận thấy Alexandria đang bị tấn công. Cô định rời khỏi để đi tìm Ron vẫn còn ở bên ngoài, nhưng Sam với vẻ sợ hãi đã níu tay cô và muốn mẹ ở lại cùng mình. Đột nhiên, Jessie nghe thấy tiếng kính vỡ và có ai đó đang bước vào nhà. Cô nhẹ nhàng cùng Sam chui vào tủ quần áo ở tầng trên, chốt cửa lại và rút súng ra sẵn sàng tự vệ.
Trong nhà, Carl cũng đang cầm một khẩu súng trong tư thế sẵn sàng đối phó với kẻ thù. Cậu nghe thấy có tiếng động của ai đó trước cửa nhưng nhận ra đó là Enid. Cô bé đến để nói lời tạm biệt Carl trước khi rời khỏi cộng đồng. Enid cho rằng Alexandria không còn là nơi an toàn để sống nữa. Nhưng Carl đã bảo cô bé hãy ở lại cùng mình để bảo vệ Judith.
Đứng nấp sau những bụi cây, Carol nhận thấy The Wolves - những kẻ tấn công đang thực hiện hàng loạt hành vi man rợ. Kẻ thì dùng dao đâm liên tục vào xác của người đã chết, kẻ thì dùng rìu chém tới tấp để chặt từng phần cơ thể của nạn nhân ra, kẻ thì dùng xích trói người lại kéo họ đi sau mình. Cô nhận thấy những kẻ này đều có hình chữ cái "W" trên trán của chúng, trong đó có một tên còn dùng máu của nạn nhân để bôi lại chữ "W" đó. Tiếp tục chạy, Carol nghe tiếng Erin kêu cứu. Ngay sau khi thấy một tên dùng dao chém vào bụng Erin, Carol chạy tới từ phía sau đâm chết hắn. Nhận thấy vết thương của Erin đã chảy quá nhiều máu và vô phương cứu chữa, Carol từ từ đỡ lấy Erin rồi dùng dao đâm vào đầu, giải thoát cho cô ấy khỏi sự đau đớn. Carol lặng nhìn xác Erin với vẻ tiếc thương.
Từ trên tháp canh, Spencer ngắm bắn một số những kẻ đang tấn công nhưng đều bị trượt. Chợt nghe thấy có tiếng xe, Spencer quay lại nhìn thì thấy một chiếc xe tải đang lao thẳng về phía tường của cộng đồng. Anh bắt đầu xả súng về phía tên lái xe, khiến hắn trọng thương và bị lệch tay lái, đâm thẳng vào phần tường ven tháp canh (nhưng không làm đổ được bức tường). Tiếng còi xe lớn (mà nhóm Rick nghe thấy cuối tập phim trước đó) bắt đầu vang lên liền hồi. Một số thanh gỗ từ một căn nhà bỏ hoang gần đó đã vô tình chặn lại cánh cửa lối ra vào tháp canh, khiến Spencer phải cố gắng lách người qua để ra ngoài.
Tại bệnh xá cộng đồng, Rosita và Aaron đưa một cư dân tên Holly vừa bị một kẻ tấn công đâm trọng thương vào để cấp cứu. Liền sau đó, họ lập tức rời khỏi để ra ngoài phòng vệ, để lại Denise, Tara, Eugene và Eric lo liệu cho Holly.
Spencer cuối cùng cũng đã ra được nơi mình bị mắc kẹt. Anh tiến đến chỗ chiếc xe tải và mở cửa xe ra chỉ để nhìn thấy kẻ lái xe đã biến đổi. Trong lúc Spencer còn đang chần chừ, Morgan bất ngờ xuất hiện từ phía cửa xe bên kia, dùng gậy đập chết nó và tắt còi xe lại. Sau khi được nghe kể lại chuyện xảy ra, Morgan cho rằng họ cần nhanh chóng quay vào trong để cứu mọi người. Tuy nhiên khi nhận thấy rằng Spencer không dám đi cùng mình, Morgan đã bảo Spencer hãy tìm chỗ an toàn để trốn.
Chạy vào được bên trong, hình ảnh đầu tiên đập vào mắt Morgan là một kẻ đang chặt xác của một người khác thành nhiều phần. Nhìn thấy Morgan, hắn định lao tới tấn công ông dù ông đã lịch sự nói rằng: "Làm ơn, hãy rời khỏi đây". Trước khi hắn kịp vung rìu về phía Morgan, một người bịt mặt bất chợt chạy tới từ phía sau và đâm chết hắn. Ngay khi người đó tháo bịt mặt ra, Morgan nhận ra đó là Carol (trong trang phục mà cô lấy được từ kẻ lúc nãy cô đã giết). Morgan giận dữ nói rằng họ không nhất thiết phải giết người. Nhưng Carol đáp rằng đó là điều cần phải làm, và cô cần sự giúp đỡ của Morgan để đến được kho vũ khí cộng đồng trước khi những kẻ tấn công tìm ra nơi đó. Carol dùng máu của tên vừa chết bôi hình chữ "W" lên trán và tiếp tục bịt mặt lại đóng giả một thành viên của The Wolves.
Trong lúc đang trên đường chạy vào trong để tìm hiểu xem chuyện gì đang xảy ra, Deanna và Maggie gặp Spencer. Deanna quyết định rằng sẽ ở lại bên ngoài cùng con trai mình, vì với sự thiếu kinh nghiệm trong khả năng chiến đấu của mình, bà sẽ chỉ trở thành gánh nặng cho mọi người nếu vào bên trong. Maggie đành dặn Spencer bảo vệ mẹ anh ta rồi chạy vào một mình.
Tại bệnh xá, bác sĩ Denise tỏ vẻ bi quan khi thấy tình hình của Holly ngày càng tệ đi do bị chảy máu trong. Cô cho rằng Holly sẽ khó qua khỏi và bản thân mình không biết làm gì hơn. Tuy nhiên, khi được Tara và Eugene động viên, Denise đã gạt nỗi lo ngại của mình qua một bên để bắt tay vào cấp cứu cho Holly.
Bên ngoài, một tên thuộc The Wolves đang đuổi theo Ron nhưng đã bị Carl bắn vào chân và ngã sõng xoài ra đất. Khi thấy Carl lại gần, hắn giả vờ van xin tha mạng nhưng bất ngờ chồm lên đòi giật lấy súng của cậu bé. Cuối cùng, Carl bóp cò và bắn chết hắn ta. Carl quay qua bảo Ron hãy vào nhà của mình cho an toàn, nhưng khi thấy bạn gái Enid của mình đang ở cùng Carl, Ron tỏ vẻ tức tối rồi bỏ về nhà.
Ở nhà của gia đình Anderson, Jessie và Sam vẫn đang trốn trong tủ quần áo và giữ im lặng trước sự có mặt của một kẻ tấn công trong nhà. Đột nhiên, Jessie nghe thấy tiếng Ron gọi cửa. Lo sợ rằng con trai mình sẽ gặp nguy hiểm, cô vội vàng ra khỏi tủ và dặn Sam hãy chốt cửa lại ngay sau khi mình đi. Jessie xuống dưới nhà thì bị tấn công bởi một người phụ nữ. Ả ta gạt khẩu súng mà Jessie đang cầm văng ra xa rồi đẩy mạnh cô đập đầu vào tường. Jessie nhắm mặt lại giả vờ bất tỉnh, nhưng ngay khi người phụ nữ kia quay người đi chỗ khác, cô lập tức cầm lấy cây kéo gần đó và lao tới đâm liên tiếp vào ngực ả ta cho đến khi ả không còn giãy giụa nữa. Ron mở cửa bước vào nhà và ngỡ ngàng khi nhìn thấy người mẹ mình dính đầy máu.
Carol và Morgan đang trên đường tới kho vũ khí (Morgan bị xích tay lại để đóng vai một người bị Carol bắt giữ). Một vài thành viên The Wolves chạy qua và không hề nhận ra việc giả dạng của Carol. Đúng lúc đó, Morgan nhìn thấy cha xứ Gabriel đang bị một tên tấn công. Ông cầm lấy gậy của mình, tách khỏi Carol và chạy tới đó để ứng cứu.
Còn lại một mình, Carol rút súng ra và vội vàng chạy đến kho vũ khí. Từ phía xa, có hai kẻ đang đi tới và vẫn tưởng Carol là người của nhóm mình. Ngay khi vừa hỏi xem cô lấy khẩu súng đó ở đâu, chúng đã bị Carolbắn chết. Thêm ba tên khác vừa bước ra từ một căn nhà gần đó thì có một tên bị bắn chết. Súng hết đạn khiến Carol phải chạy vào kho vũ khí với hai tên còn lại đuổi theo sau. Cô may mắn nhanh tay hơn chúng và vớ được một khẩu súng bắn chết cả hai. Nghe thấy tiếng động phát ra từ một cánh cửa trong phòng, Carol mở ra thì thấy Olivia đang run lẩy bẩy trốn bên trong. Vừa lấy một chiếc túi ra đựng súng để mang đến cho những người ở bên ngoài, Carol vừa hướng dẫn Olivia cách dùng súng. Trước khi rời khỏi, cô dặn Olivia hãy bảo vệ kho vũ khí và bắn chết bất cứ kẻ ác nào bén mảng đến gần.
Morgan chạy tới đánh ngất kẻ đang tấn công và kịp thời cứu mạng Gabriel. Họ trói tay hắn lại nhưng lập tức bị giật mình khi Carol tiến tới bắn chết hắn. Carol đưa súng cho Morgan và Gabriel rồi nhanh chóng rời khỏi, nhưng Morgan tỏ vẻ không mấy đồng tình với hành động vừa rồi của cô và đưa súng của mình cho Gabriel.
Cũng trong lúc đó, Rosita và Aaron đã hạ được thêm vài tên đang lục lọi cướp đồ trong các căn nhà.
Tiếp tục cầm gậy đi xung quanh, Morgan bất ngờ gặp lại tên tóc vàng thuộc The Wolves trước đây từng tấn công ông nhưng không thành. Lần này hắn cùng 4 tên khác bao vây Morgan. Nhưng chỉ với cây gậy của mình, ông đã đáp trả lại được tất cả bọn chúng. Morgan cảnh báo rằng các thành viên The Wolves không có súng, trong khi người của Alexandria có rất nhiều. Chúng có thể sẽ bị bắn chết bất cứ lúc nào nếu vẫn cứ ngoan cố ở lại. "Chúng mày sẽ chết nếu vẫn cứ chọn sống như thế này" - Morgan nói nhưng nhận lại lời đáp từ tên tóc vàng: "Bọn tao không chọn". 5 tên này nhanh chóng chạy ra khỏi cổng của Alexandria để trốn thoát, trong đó tên tóc vàng trước khi đi đã kịp nhặt khẩu súng từ một xác chết gần đó lên.
Sau khi cuộc tấn công có vẻ như đã kết thúc, Carol đứng lặng nhìn bên xác chết của Shelly. Cô cố xóa chữ "W" bằng máu trên trán mình để rồi bật khóc khi nghĩ rằng lời khuyên về việc hút thuốc bên ngoài của mình đã vô tình làm hại Shelly.
Aaron tìm thấy chiếc balô mà mình từng đánh rơi lúc còn ở khu nhà mà 2 tên trong The Wolves dựng nên chiếc bẫy với hàng loạt xác sống. Anh nhận ra chính những tấm ảnh chụp Alexandria được đựng trong balô đã giúp những kẻ tấn công biết đến sự tồn tại của cộng đồng.
Tại bệnh xá, mặc cho nỗ lực cứu chữa của bác sĩ Denise, tim của Holly đã ngừng đập. Denise yêu cầu Tara, Eugene và Eric rời khỏi để cô được ở một mình. Trước khi đi, Tara dặn Denise hãy phá hủy bộ não Holly để ngăn cô ấy biến đổi.
Ở bên ngoài, Maggie, Deanna, Rosita và Spencer đang đi vòng quanh bức tường bao quanh cộng đồng một lần nữa để kiểm tra xem còn kẻ tấn công nào sót lại không. Spencer hỏi Rosita rằng chuyện xảy ra hôm nay có giống với những gì nhóm Rick đã từng thấy ngoài kia không, và tại sao họ lại có thể sống & đối mặt với những thứ đáng sợ như vậy. Rosita liền đáp lại rằng chính tình cảm bền chặt giữa các thành viên cho cô một động lực đáng để hy sinh thân mình.
Ở nhà, Carl nhìn thấy một mẩu giấy mà Enid bỏ lại với dòng chữ: "Just Survive Somehow" (Phải sống sót bằng mọi giá).
Sau khi hạ một xác sống vốn là một người chết do bị chém đứt cổ, Morgan nhận thấy cánh cửa căn nhà mà mình đứng ở trước đang mở toang đầy khả nghi. Ông bước vào trong nhà thì gặp tên còn lại trong The Wolves từng cùng tên tóc vàng tấn công ông trước đây, kẻ mà cũng chính là thủ lĩnh của nhóm này. Hắn cầm một chiếc liềm lao tới và nói rằng lẽ ra hồi đó Morgan nên giết hắn. Cả hai lao vào ẩu đả và cuối cùng, Morgan dùng gậy đánh hắn bất tỉnh.
Cuối tập phim là cảnh Morgan và Carol đi về hai hướng ngược nhau. Họ đi ngang qua nhau nhưng chẳng ai nói với ai lời nào. Quanh đó, hàng loạt xác chết la liệt khắp Alexandria.

## Diễn viên

### Diễn viên chính
- Andrew Lincoln vai Rick Grimes*
- Norman Reedus vai Daryl Dixon*
- Steven Yeun vai Glenn Rhee*
- Lauren Cohan vai Maggie Greene
- Chandler Riggs vai Carl Grimes
- Danai Gurira vai Michonne*
- Melissa McBride vai Carol Peletier
- Michael Cudlitz vai Abraham Ford*
- Lennie James vai Morgan Jones
- Sonequa Martin-Green vai Sasha Williams*
- Josh McDermitt vai Eugene Porter
- Christian Serratos vai Rosita Espinosa
- Alanna Masterson vai Tara Chambler
- Seth Gilliam vai Gabriel Stokes
- Alexandra Breckenridge vai Jessie Anderson
- Ross Marquand vai Aaron
- Austin Nichols vai Spencer Monroe
- Tovah Feldshuh vai Deanna Monroe

### Diễn viên định kỳ
- Merritt Wever vai Denise Cloyd
- Benedict Samuel vai Thủ lĩnh The Wolves
- Austin Abrams vai Ron Anderson
- Major Dodson vai Sam Anderson

*Không xuất hiện trong tập này

### Các diễn viên phụ khác
- Ann Mahoney vai Olivia
- Tiffany Morgan vai Erin
- Katelyn Nacon vai Enid
- Susie Spear vai Shelly Neudermeyer
- Jordan Woods-Robinson vai Eric Raleigh
- Laura M. Beamer vai Holly
- Chloe & Sophie Garcia-Frizzi vai Judith Grimes
- Duke Jackson vai Aphid
- Darian Fisher vai Richards
- Jason Alexander Davis vai Bố Enid
- Claire Bronson vai Mẹ Enid
- Jesse C. Boyd vai Thành viên The Wolves
- Alec Rayme vai Thành viên The Wolves
- Elena Sanchez vai Thành viên The Wolves
- Labrandon Shead vai Thành viên The Wolves
- Lance Tafelski vai Thành viên The Wolves

## Cái chết trong tập
- Bố mẹ của Enid (Cảnh trong quá khứ)
- Shelly Neudermeyer
- Richards
- Aphid
- Erin
- Holly
- 12 cư dân khác của Alexandria
- Một số thành viên của The Wolves (ít nhất là 13)

## Đánh giá
"JSS" nhận được nhiều lời khen từ giới phê bình. Trang Rotten Tomatoes có 96% trong tổng số 28 bài đánh giá về tập phim mang phản hồi tích cực cùng nhận xét ngắn gọn: "Với nhiều pha hành động kịch tính, "JSS" là một ví dụ điển hình của việc The Walking Dead đã xây dựng nên một dàn nhân vật đa dạng". Nhiều nhà phê bình dành lời khen cho diễn xuất của Melissa McBride (Carol) & Lennie James (Morgan), cũng như cuộc tấn công bất ngờ của The Wolves vào Alexandria và câu chuyện quá khứ của Enid trong tập. Zack Handlen của trang The A.V. Club cho tập phim điểm A (trên thang điểm từ F tới A). Matt Fowler từ trang IGN cho tập phim điểm 9.3 trên 10.

## Bên lề
- Lần xuất hiện đầu tiên của: Denise Cloyd, Richards, Aphid, Holly
- Tên của tập phim - "JSS" là viết tắt của cụm từ "Just Survive Somehow" (Tạm dịch: "Phải sống sót bằng mọi giá"). Đây là những lời mà bố mẹ của Enid thường nói với cô bé trước khi chết. Sau cái chết của họ, Enid khắc cốt ghi tâm những lời này và lấy đó làm động lực sống.
- Đây là tập phim thứ 9 trong toàn bộ series mà Rick không xuất hiện.
- Thời gian thực mà nhóm The Wolves tấn công Alexandria là 45 phút, đúng với thời gian mà Carol hẹn giờ nướng thịt hầm chín.
- Một số đạo cụ vũ khí trước đây vốn thuộc về các nhóm phản diện The Claimers và Terminus đã được đoàn làm phim sử dụng lại cho các diễn viên đóng vai những thành viên The Wolves.
- Sau nhiều lần được nhắc tới, Holly cuối cùng cũng xuất hiện trong phim nhưng chết ngay trong tập phim này.
- Tập phim đánh dấu lần thứ hai tên họ của Carol (Peletier) được đề cập trong phim.
- Thịt rùa mà Enid ăn trong tập này thực chất là những miếng thịt gà ngâm sirô bạc hà được đựng trong mô hình mai rùa làm từ xốp.[5]